# RAE Larynx
RAE Larynx (аббревиатура от англ. Long-range gun with Lynx engine, буквально «дальнобойное орудие с двигателем „Рысь“») — беспилотный самолёт-снаряд с поршневым двигателем, разработанный ВМФ Великобритании в конце 1920-х. Предназначался для обстрела береговых целей с кораблей. Несмотря на ряд сравнительно успешных испытаний в 1927—1929 годах, программа была закрыта из-за несоответствия параметров летательного аппарата развитию авиации.

## История
Первые опыты с радиоуправляемыми самолётами проводились в Великобритании ещё в годы Первой мировой войны. После завершения конфликта, эксперименты с беспилотными системами продолжились. В 1920 году, был совершён первый успешный полет дистанционно управляемого истребителя Bristol F.2B. В 1921—1922 году, Royal Aircraft Establishment создала беспилотный, управляемый по радио самолёт-мишень RAE Target.
Воодушевлённый этими опытами, королевский военно-морской флот запросил RAE о возможности создания дальнобойной беспилотной «летающей торпеды», способной доставить к цели заряд взрывчатки. По мнению специалистов ВМФ, подобные снаряды могли эффективно использоваться легкими кораблями для обстрела прибрежных сооружений и нанесения ударов вглубь суши — не требуя привлечения авианосцев, или тяжелых артиллерийских кораблей.

## Конструкция
Larynx был небольшим цельнодеревянным монопланом, оснащённым 200-сильным двигателем Armstrong Siddeley Lynx IV. Фюзеляж каплевидной формы был оснащён широким прямым крылом. Управление машиной осуществлялось по радио, с корабля-носителя или наземного антенного поста. Система управления на стартовом участке была разработана Арчибальдом Лоу, и была аналогична применяемой на его зенитном самолёте-снаряде Aerial Target. На маршевом участке (за пределами действия аппаратуры корабля-носителя) снаряд удерживался на курсе с помощью гироскопического автопилота, соединенного с магнитными компасом. Дальность задавалась по числу оборотов пропеллера.
Максимальная скорость машины составляла 320 км/ч, что ставило её даже выше современных ей истребителей и чрезвычайно затрудняло перехват. Запаса горючего на борту хватало на 20 минут полёта, что позволяло достичь дальности около 190 км. Запуск осуществлялся со стартовой катапульты.
Экспериментальные образцы снаряда испытывались без боевой части, но боевые аппараты должны были нести до 225 фунтов (около 100 кг) взрывчатого вещества.

## Испытания
Серия запусков была проведена в 1927—1929 годах с борта эсминцев HMS Stronghold и HMS Thanet, специально оснащённых пусковыми приспособлениями и аппаратурой управления.
Первый полёт в рамках проекта был осуществлён 20 июля 1927 года. Ракета стартовала с борта эсминца HMS Stronghold, крейсирующего в проливе Ла-Манш, но быстро потеряла управление и упала в море.
Первое успешное лётное испытание было проведено 1 сентября 1927 года. На этот раз ракета пролетела почти 170 км, прежде чем контакт с ней был потерян. Флот счел это за несомненный успех, учитывая пройденную дистанцию. Третий пуск, 15 октября 1927 года, проводился на дистанцию 180 км, было достигнуто попадание в круг радиусом 10 км. Ещё два лётных испытания были проведены в сентябре и октябре 1928 года, с борта эсминца HMS Thanet в территориальных водах Ирака. Два заключительных пуска проводились в Ираке с наземной пусковой установки, в одном случае было достигнуто попадание в площадную цель.
По мере развития проекта, снаряд, тем не менее, начал устаревать. Скорость его, высокая по меркам 1920-х, с появлением новых истребителей перестала гарантировать неуязвимость. В итоге, ВМФ утратил к нему интерес, осознав, что быстро решить такую принципиальную проблему, как отсутствие эффективного контроля над самолётом-снарядом в полёте, не удаётся — а без неё, снаряд мог быть использован только для терроризирующих обстрелов площадных объектов, задача, с которой гораздо лучше справлялись обычные бомбардировщики. Также высказывались опасения, что программа подобного рода спровоцирует на разработки собственных управляемых снарядов потенциальных противников Великобритании, и в их руках «летающие торпеды» могут стать смертельной угрозой. В 1929 году программа была закрыта, а внимание разработчиков переориентировалось на создание радиоуправляемых мишеней для тренировки лётчиков.

## Лётно-технические характеристики
Источник: Werrell, Kenneth P. The Evolution of the Cruise Missile.  — Maxwell Air Force Base, Alabama: Air University Press, 1985. — P. 235 — 289 p.
- Размах крыльев — 6035 мм (19,8 футов)
- Длина — 4450 мм (14,6 футов)
- Стартовая масса — 544…635 кг (1200…1400 фунтов)
- Марка двигателя — Lynx IV
- Мощность двигателя — 200 брит. л. с.
- Маршевая скорость — 322 км/ч (200 миль в час)